# Wooden Peak
Wooden Peak är en bergstopp i Antarktis. Den ligger i Västantarktis. Argentina, Chile och Storbritannien gör anspråk på området. Toppen på Wooden Peak är 715 meter över havet.
Terrängen runt Wooden Peak är varierad. Havet är nära Wooden Peak norrut. Trakten är obefolkad. Det finns inga samhällen i närheten. 